# Ронго-ронго

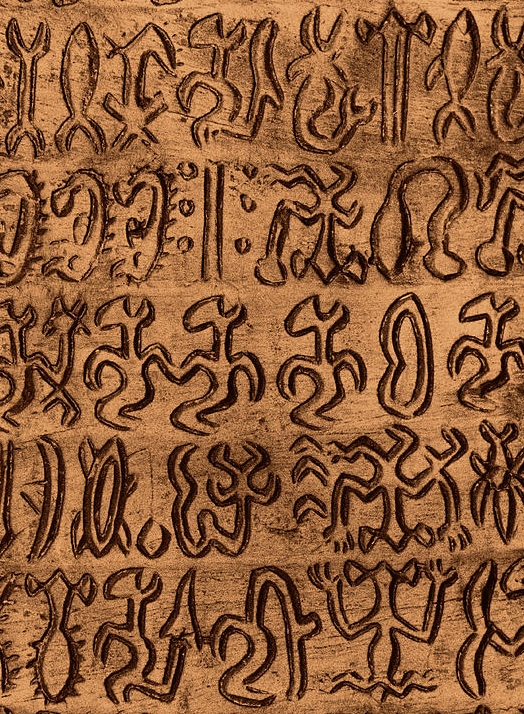
Ронго-ронго, фрагмент малої таблиці з Сантьяго

Ро́нго-ро́нго, також коха́у ронго-ронго, повна назва кохау моту мо ронго-ронго — дерев'яні дощечки з ієрогліфічними письменами жителів острова Пасхи.
Коли капітан Гонсалес приплив на острів Пасхи 1770 року, він оголосив його іспанським володінням і вимагав у місцевих вождів, щоби вони підписали декларацію про приєднання острова до Королівства Іспанія. На подив іспанців тубільці не стали притискати палець або ставити хрестик, а підписались якимись знаками. Так вперше європейці дізнались про загадкове письмо острова.

## Опис
Ієрогліфи — частково символічні, частково — геометричні, всього близько восьмисот різних знаків. Донині не ясно, чи представляє кожен символ окреме слово або склад. Усі ронго-ронго зроблені з дерева тороміро. Станом на 2017 рік у музеях світу збереглися лише близько 25 «дощечок». Традиційно їх нумерують літерами латинського алфавіту, що, однак, не є єдиним способом позначення «таблиць», серед яких присутній один жезл, два написи на нагрудній прикрасі реїміро, а також напис на табакерці й на фігурці тангата ману. Взагалі, точна кількість збережених ронго-ронго невідома, адже вони є у деяких приватних колекціях.
«Кохау ронго-ронго» (повна назва «кохау моту мо ронго-ронго») означає на мові рапануї «(прокреслене) дерево для декламації» (в традиційних полінезійських культурах тексти декламували співом). Обсяг шести текстів — понад 1 тисячу знаків, одного — близько 3 тисяч, інших — менш ніж 1 тисяча. Найбільша табличка, яка зберігається в Берлині, завдовжки 103 см. Знаки схематизовані, рисункові. Деякі з них зображують людину, черепаху, риб тощо. Знаки на скульптурі утворюють особливий декоративний шрифт. Загальна кількість знаків — кілька сотень. Лист виконано бустрофедоном. Порядок читання зліва направо від низу до верху, закінчивши читати рядок, необхідно повернути табличку на 180°, в іншому випадку знаки виявляться перевернутими догори дригом.
Ронго-ронго було тісно пов'язане з ритуальною практикою влаштовувати ігри «коро» на честь бога Макемаке, які щорічно проходили на острові. Дощечки з вирізаними на них іменами бігунів називали «кохау-рангу», дощечки з іменами померлих — «кохау-о-ті-тангата-мате», з іменами вбитих у битві — «кохау-іка». Дощечки із заклинаннями і гімнами на честь Макемаке називали «кохау-кирі-таку-ки-ті-атуа». На дощечках «кохау-тау» вирізали на честь якого-небудь рапануйця відомості про його діяння. На честь цього героя і влаштовували свято «коро». На думку деяких фахівців, дидактичний текст — спів «Хе Тімо» являє собою ймовірно своєрідний алфавіт прочитання рапануйських ієрогліфів.

## Історія виявлення і дослідження
Вперше дощечки були виявлені нібито у 1722 році, але увагу до них було звернено в 1864 році, коли єпископ Е. Ейро їх побачив і стверджував, що дощечки ці були практично в кожному будинку, однак остров'яни вже не могли їх читати через недавні трагічні події. У 1862 році більшість працездатного населення, в тому числі й тубільців острова, що володіли мистецтвом читати ронго-ронго, було вивезено з острова в рабство до Чилі. Уже через два роки майже всі таблички, які він бачив, загинули, чи то від його власних рук, бо він начебто наказав їх спалити, чи то під час міжусобиць. За іншими свідченнями вони відомі з середини XIX століття, коли першу ронго-ронго піднесли таїтянському єпископу Тепано Жоссену, якого називали «Патріархом усієї Океанії». За допомогою місіонера Іполита Русселя Жоссену вдалося зібрати колекцію ронго-ронго, але сам єпископ вважав, що він мав лише вкрай невелику частину ритуальних скарбів вождів Рапа Нуї. Єпископ, будучи людиною вченою, зацікавився цими артефактами і намагався розшифрувати їхній зміст.
Статтю, яку він написав і що була опублікована через 15 років після першої знахідки ронго-ронго, потрапила до рук англійського етнографа Кетрін Раутледж. Їй вдалося розшукати аборигена на ім'я Томеніко, який нібито знав ронго-ронго. Але сталося це тоді, коли тяжко хворий абориген перебував у лепрозорії, будучи хворим на останню стадію прокази. Томеніко розповів, що переписувачі скорочували тексти і що крім ронго-ронго, який вважався священним письмом, була ще спрощена мова тау, яка була призначена для вжитку в побуті. Усе це ще більше ускладнило розшифровку. Згідно з Томеніко рапануйська легенда розповідала, що мова тау народилася з почуття великої провини і страждання. Якийсь Марама був винен у смерті сусідського сина. У глибокому каятті він захворів і перед смертю попросив свого брата вирізати на дощечках текст: «Як камінь, скочується з висоти Ана-Моа-Таху, так впав і син Уреа-Ріки, 10 років тому». Це тау стали читати в різних місцях острова. Через 2 тижні після зустрічі з Раутледж Томеніко помер. Він був останнім жителем острова Пасхи, хто хоч щось знав про ронго-ронго, а з його смертю таємниця дощечок пішла разом з ним.
З тих пір науковці з усього світу намагаються розшифрувати ронго-ронго, що, можливо, вдалося зробити зокрема 1994 року Ірині Федоровій. У книзі «Таємниця острова Пасхи» вона писала:
| У той час, як культ статуй ми ледь розрізняємо крізь туман давнини, дощечки кохау ронго-ронго були невід'ємною частиною життя остров'ян, про що ще пам'ятають люди трохи старше середнього віку |
Однак щодо цього існують й інші думки, зокрема у С. Фішера і К. І. Позднякова. Значний внесок у дослідження зробили Т. Бартель, Ю. В. Кнорозов і Н. А. Бутін, а також багато інших.
Тур Хеєрдал припускав, що вперше написи ронго-ронго були виконані в Південній Америці й завезені сюди індіанцями, але це, швидше за все, не є вірним (Федорова І. К., 2001).
У 2023 році, група міжнародних дослідників виявила загадкові непомітні символи на артефакті, який вони знайшли на острові Пасхи. Це відкриття стало можливим завдяки застосуванню комп’ютерного сканування. Вперше воно було проведено стосовно унікальної пам’ятної дошки, яка була привезена з острову Пасхи і знаходиться в колекції Берлінського етнографічного музею. Під час дослідження було створено тривимірну модель артефакту. Довжина дошки становить приблизно 1 метр, вона виготовлена з дерева і має форму, схожу на австралійський бумеранг. Раніше ніхто не здогадувався про наявність символів на поверхні артефакту до проведення комп’ютерного сканування та створення тривимірної моделі. Символи не були видимі неозброєним оком. Наразі розшифрування цього тексту (якщо взагалі можна назвати його текстом) є неможливим. Дослідники лише припускають, що артефакт може бути ронго-ронго. До нашого часу збереглося лише 23 таких артефактів. Враховуючи поганий стан артефакту, дослідники з великою обережністю провели його сканування, а потім створили тривимірну модель, якою оперували під час подальшого дослідження.

## Схожість з іншими письменами
Французький дослідник Террієн де Лякупері наприкінці ХІХ століття висловив думку про те, що кохау ронго-ронго може бути пов'язано з індськими написами з Південної Індії, до цієї пори не розшифрованих. На початку 1920-х років було зроблено одне з найвидатніших відкриттів в археології: в долині Інду були знайдені міста, створені за багато сотень років до приходу племен «аріїв», з яких починалася історія Індостану.
У 1928 році чеський етнограф і знавець письмен Ч. Лоукотка зауважив, що знаки індських написів схожі на значки кохау ронго-ронго. Про це він повідомив угорському науковцю В. фон Гевеші, який провів ретельне зіставлення знаків обох нерозшифрованих писемностей. У 1932 році Гевеші зробив доповідь у Французькій Академії Написів у Парижі про те, що близько сотні знаків кохау ронго-ронго та ієрогліфів Індостану схожі. Пізніше Гевеші довів число збіжних знаків до 175. У ієроглифіці Індостану близько чотирьохсот різних знаків, у кохау ронго-ронго приблизно стільки ж. З його міркувань, про випадковий збіг тут не може бути й мови.
З критикою уявлень В. Гевеші виступили багато фахівців древніх письмен і етнографи-океаністи. Предмети матеріальної культури і письмові знаки Індостану датуються 2000 років до н. е. Вік дощечок із письменами острова Пасхи не більше 500 років. Різниця між цими датами майже 3 тисячі років. Дощечки відносяться до різних епох і знаходяться одна від одної на відстані 13000 кілометрів. Однак в подальшому з'явилися роботи, завдяки яким цей розрив в просторі та часі став не такий великий.
Роберт Гайне-Ґельдерн, австрійський археолог і етнолог, показав, що кохау ронго-ронго подібні не тільки ієрогліфам Індостану, але і давньокитайським рисунковими письменами, прототипом сучасної китайської ієрогліфіки, а також рисунковими листами, які деякі народи Південного Китаю мають.
У 1951 році Ральф фон Кеніґсвальд, що зробив знахідки останків найдавніших людей, показав, що зображення птахів, що зустрічаються в орнаментах індонезійського острова Суматра, схожі на знаки кохау ронго-ронго, що зображують подібних птахів. Прихильники «меланезійскої гіпотези» не раз вказували на схожість цих знаків із зображеннями птаха-фрегата в мистецтві жителів Соломонових островів. Можливо, і в самій Полінезії колись існували подібні листи, але були втрачені й лише на острові Пасхи дивом збереглося. Так вважають німецький дослідник Томас Вартель, американський археолог Роберт Саґґз й інші науковці.